# 1924年捷克斯洛伐克烏日霍羅德選區補選

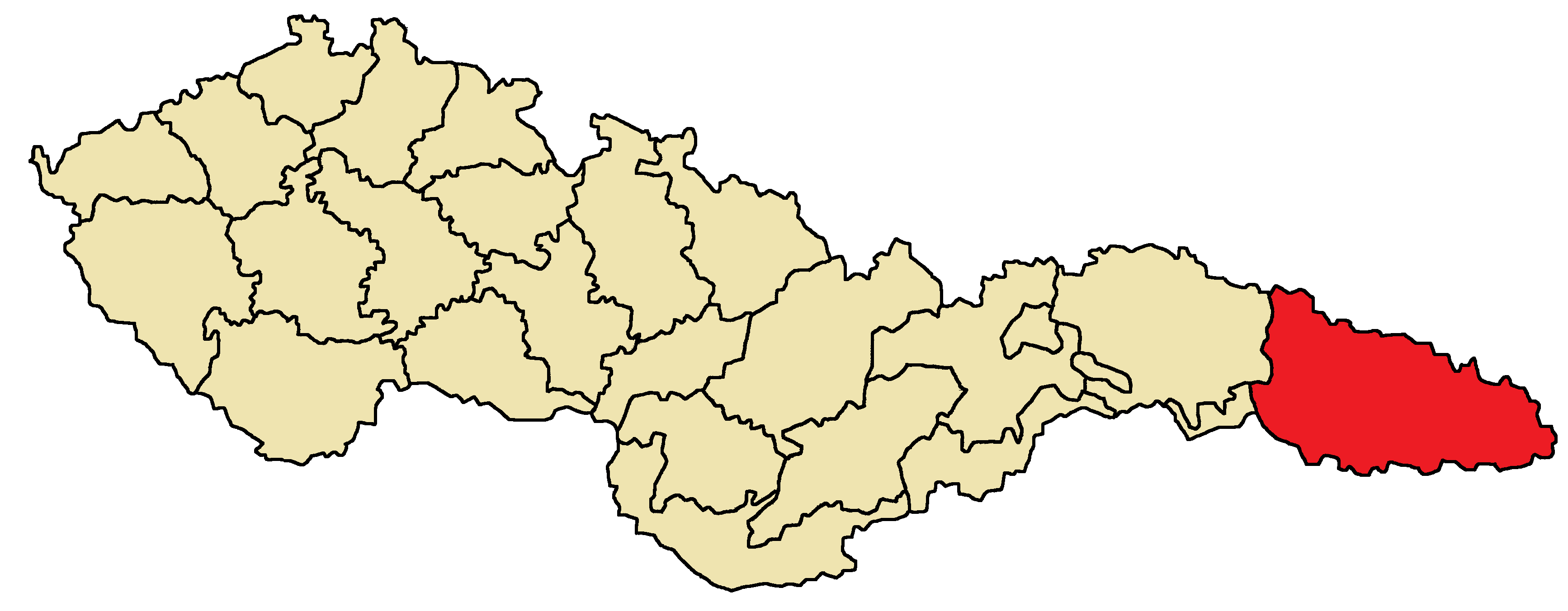
烏日霍羅德選區

1924年3月16日，捷克斯洛伐克烏日霍羅德選區（喀尔巴阡鲁塞尼亚）舉行了補選，以為1920年屆次的捷克斯洛伐克國會選出代表該選區的議員。是次補選共選出9位眾議員與4位參議員。

## 背景
第一次世界大战結束後，歐洲各國的界綫產生重大變化，其中原位於匈牙利東北部的魯塞尼亞地區改劃屬新成立的國家捷克斯洛伐克。喀爾巴阡魯塞尼亞（即今乌克兰外喀爾巴阡州的主體構成部分）住有當時捷克斯洛伐克的3.5%人口，亦是該國家經濟最不發達的地區。
當地的斯拉夫人口的擁有迴異的国族认同，其中部分人自認為是俄羅斯人，有些人自認為是烏克蘭人，而有些人則自認為是獨立的魯塞尼亞民族。此外，當地約有14%的人口為犹太人。
由於喀爾巴阡魯塞尼亞地區曾接受軍民共治，當地的國會選舉被延後舉行。考慮到邊界不穩定地區的混亂局勢、羅馬尼亞直至1920年代中期對喀爾巴阡魯塞尼亞的大部分地區的佔領，以及當地缺乏地方議會等問題，捷克斯洛伐克政府決定推遲於喀爾巴阡魯塞尼亞地區進行的國會選舉。1923年9月16日，喀爾巴阡魯塞尼亞地區舉行地方選舉，而該地區轉為完全文人政府管治後，捷克斯洛伐克政府委任安托尼伊·貝斯基德博士為喀爾巴阡魯塞尼亞地區的總督。1924年2月23日，捷克斯洛伐克政府向國際聯盟報稱該國將於當年3月16日進行喀爾巴阡魯塞尼亞地區的國會選舉，並於同年6月16日將選舉結果向國際聯盟報告。

## 政黨
是次選舉共有13個政黨參與。

### 捷克斯洛伐克共產黨
捷克斯洛伐克共產黨於喀爾巴阡魯塞尼亞地區獲得猶太人的強力支持。1923年9月，喀爾巴阡魯塞尼亞地區舉行村議會選舉，捷克斯洛伐克共產黨僅獲少於10%的選票，而於1924年的補選中，捷克斯洛伐克共產黨在其策動者遭逮捕，而共產主義集會又遭禁止的情況下，不顧當時的鎮壓情勢進行積極的競選活動。根據政府消息來源，捷克斯洛伐克共產黨在選前舉行的群眾集會比任何其他政黨都來得多。

### 原住民自治黨
1924年2月19日，反對派的同情者於别列戈沃舉行會議，並確定了（匈牙利裔）魯塞尼亞原住民自治黨的參選名單。其中，參與眾議院選舉的分別為（依該名單的順序排列）恩德雷·科爾拉特（烏日霍羅德）、阿科斯·阿爾基（Ákos Árky；烏日霍羅德）、米科洛斯·亞茨齊克（Miklós Jaczik；烏日霍羅德）、伊斯特萬·波爾希（István Polchy；別列戈沃）、拉約斯·斯扎博（Lajos Szabó；穆卡切沃）、巴林特·托特（Bálint Tóth；诺韦塞洛）、約茲塞夫·埃佩爾耶斯西（József Eperjessy；烏日霍羅德）、帕爾·圖爾達（Pál Turda；泰科沃）、亞諾斯·弗爾代斯（János Földes；恰斯利夫齊）、費倫茨·納格伊代（Ferenc Nagyidai；佩列赫列斯季亞）與茲西格蒙德·博羅斯（Zsigmond Boross；烏日霍羅德），而參與參議院選舉的分別為費倫茨·艾格里（小格約夫采）、桑多爾·哈特法盧迪（Sándor Hatfaludy；下阿普沙）、格尤拉·亞羅斯（Gyula Jaross；佩列钦）、亞諾斯·斯波拉里特斯（János Spolarits；維諾吉拉季夫）、拉約斯·阿茨斯（Lajos Ács；佳切夫）與米哈利·韋斯茲（Mihály Weisz；上科羅佩茨）。

## 選舉結果

### 眾議院
| 政黨       | 政黨                                                       | 得票    | 得票率 （%） | 席次 |
| ---------- | ---------------------------------------------------------- | ------- | ------------ | ---- |
|            | 捷克斯洛伐克共產黨                                         | 100,242 | 39.4         | 5    |
|            | 原住民自治黨                                               | 28,113  | 11.1         | 1    |
|            | 自治農業聯盟                                               | 21,161  | 8.3          | 1    |
|            | 喀爾巴阡魯塞尼亞社會民主工人黨／捷克斯洛伐克社會民主工人黨 | 20,998  | 8.3          | 1    |
|            | 喀爾巴阡魯塞尼亞小農與無地者工黨／捷克斯洛伐克社會黨       | 20,068  | 7.9          | 1    |
|            | 猶太人民黨                                                 | 17,941  | 7.1          |      |
|            | 農戶與小農共和黨                                           | 15,058  | 5.9          |      |
|            | 魯塞尼亞小農黨                                             | 11,107  | 4.4          |      |
|            | 猶太民主黨                                                 | 9,914   | 3.9          |      |
|            | 獨立匈牙利裔社會民主黨（Nezávislá maďarská Sociálně demokratická strana）                                 | 2,828   | 1.1          |      |
|            | 魯塞尼亞民族民主黨（Rusínská národní demokracie）／捷克斯洛伐克民族民主黨             | 2,780   | 1.1          |      |
|            | 匈牙利公民黨（Maďarská občanská strana）                                           | 2,748   | 1.1          |      |
|            | 小農黨（Strana drobných rolníků）                                                 | 1,242   | 0.5          |      |
| 總數       | 總數                                                       | 254,200 | 100          | 9    |
| 參考資料： |                                                            |         |              |      |

支持當時的捷克斯洛伐克政府的政黨共獲得了40%的選票。
是次選舉選出的眾議員分別為約茲塞夫·加蒂、約塞夫·卡明施基、恩德雷·科爾拉特、伊萬·庫爾佳克、伊萬·蒙多克、亞羅米爾·內恰斯、安德里·哈哈特科（Andrij Hahatko）、埃馬努埃爾·沙夫蘭科、瓦西爾·什切雷茨基與尼科萊·斯澤多爾亞克（Nyikolaj Szedorják）。

### 參議院
是次選舉選出的參議員分別為伊萬·博德納爾、恩德賴·切希、費倫茨·艾格里與貝拉·里什科。

## 後續
捷克斯洛伐克共產黨於捷克斯洛伐克的其他地區的主要票源為工人，惟工人於喀爾巴阡魯塞尼亞地區的選民中的佔比比捷克斯洛伐克的其他地區少，因此該次選舉結果反映喀爾巴阡魯塞尼亞地區貧苦小農普遍的不滿情緒。捷克斯洛伐克共產黨亦於爭取匈牙利裔與猶太人等少數民族票源上表現良好。格里戈里·季诺维也夫在第三国际第五次代表大會的匯報中指出：
迄今为止，就算是在農業國家，共產黨於俘獲農民人心方面表現出明顯的無能。［……］大家都知道知道喀爾巴阡魯塞尼亞的大選結果。很多捷克（斯洛伐克）同志，包括陶西格、加蒂等人，特别是喀爾巴阡魯塞尼亞當地的同志英勇地工作，並置己身於險境之中。但是，我的印象是，捷克（斯洛伐克共產）黨整體而言並未意識捷克斯洛伐克農民問題的重要性，而這（次大選結果）證明了能够在農民中（進行共產主義）工作的重要性。［……］我們大多數的共產黨不應如現在般關心“高级政治”，而必須着眼於在大眾當中開展共產主義工作、形成共產主義工廠核心，對民族與農民問題採取正確的態度。
就捷克斯洛伐克共產黨於選戰中獲勝一事，捷克的右翼媒體要求政府宣告該次選舉無效。
由於猶太人票源被兩黨同時爭取，使致票源分散，該次選舉中並無任何猶太人政黨取得國會席次。